# Varlam Lip'art'eliani
Varlam Lip'art'eliani (in georgiano ვარლამ ლიპარტელიანი?; Mtskheta, 27 febbraio 1989) è un judoka georgiano.

## Palmarès
- Olimpiadi

Rio de Janeiro 2016: argento nei 90 kg.
- Mondiali

Rio de Janeiro 2013: argento nei 90 kg.
Chelyabinsk 2014: bronzo nei 90 kg.
Astana 2015: bronzo nei 90 kg.
Budapest 2017: argento nei 100 kg.
Baku 2018: argento nei 100 kg.
- Europei

Tbilisi 2009: argento nei 90 kg.
Vienna 2010: argento nei 90 kg.
Istanbul 2011: bronzo nei 90 kg.
Chelyabinsk 2012: oro nei 90 kg.
Budapest 2013: argento nei 90 kg.
Montpellier 2014: oro nei 90 kg.
Baku 2015: argento nei 90 kg.
Kazan 2016: oro nei 90 kg.
- Giochi europei

Baku 2015: argento nei 90 kg.